# Colluricincla megarhyncha
El picanzo chico (Colluricincla megarhyncha) es una especie de ave paseriforme de la familia Pachycephalidae propia de Australasia.
Se encuentra en Nueva Guinea, el norte y este de Australia y las islas circundantes. Sus hábitats naturales son los bosques húmedos tropicales.
Durante un estudio sobre la toxicidad del género Pitohui, se analizaron dos especímenes de esta especie. Uno de los especímenes tenía trazas de batracotoxinas (BTXs) similares a las que se encuentran en las secreciones de las ranas venenosas de dardo de Sud y Centroamérica.